# Raymond Loucheur
Raymond Loucheur (* 1. Januar 1899 in Tourcoing; † 14. September 1979 in Nogent-sur-Marne) war ein französischer Komponist.

## Leben
Loucheur studierte zunächst am Konservatorium von Le Havre, später am Conservatoire de Paris bei Henri Dallier, Paul Fauchet, Nadia Boulanger, André Gedalge, Paul Vidal, Max d’Ollone, Vincent d’Indy und Jean Bagger. Mit der Kantate Héraclès à Delphes gewann er 1928 den Premier Grand Prix de Rome.
Während des mit dem Preis verbundenen Romaufenthaltes entstanden seine ersten großen Kompositionen: Eine Psalmvertonung, ein Streichquartett, drei Stücke für Klarinettensextett und die Erste Sinfonie, die u. a. von Florent Schmitt begeistert aufgenommen wurde.
Bereits 1925 wurde Loucheur Professor für den Musikunterricht an Pariser Schulen. Nach seinem Romaufenthalt übernahm er die Stelle erneut. 1938 wurde er Inspecteur divisionnaire, 1941 als Nachfolger von Jean Roger-Ducasse Generalinspekteur für den Musikunterricht an den städtischen Schulen von Paris, 1946 Generalinspektor im französischen Erziehungsministerium. Von 1956 bis 1962 war er Direktor des Conservatoire de Paris. 1974 wurde er mit dem Grand Prix national de la musique ausgezeichnet. Die Académie royale des Sciences, des Lettres et des Beaux-Arts de Belgique (Classe des Beaux-Arts) nahm ihn 1959 als assoziiertes Mitglied auf.

## Werke
- Héraclès à Delphes, Kantate, 1928
- Streichquartett
- 3 Pieces für Klarinettensextett
- 1. Sinfonie, 1930–32
- Plein Air für Orchester
  - Défilé, 1936
  - Nocturne, 1941
  - Pastorale, 1938
- 2. Sinfonie, 1943–44
- Rhapsodie malgache, 1945
- Hop-Frog, Ballett-Pantomime nach der Erzählung von Edgar Allan Poe, UA 1953
- Pièces pour quintette instrumental (für Harfe, Flöte und Streichtrio)
- Concertino für Trompete und Klarinettensextett